# Осот різнолистий
Осот різнолистий (Cirsium heterophyllum) — вид трав'янистих рослин родини айстрові (Asteraceae). Етимологія: лат. heterophyllum — «різнолистий».

## Опис
Багаторічник 50–100 (рідко до 150) см заввишки. Листя зелене й голе зверху, біло-повстяне знизу. Прикореневе листя велике, досягає 4 дм довжини й 8 см ширини. Листові краї з м'якими колючками. Верхні листки не мають черешків, обхопивши стовбур серцеподібними основами. Кошики зазвичай поодинокі на довгих ніжках (до 50 мм завдовжки). Квіткові голови діаметром 3–5 см. Численні трубчасті квіти пурпурно-червоні, рідше білуваті, 25–30 мм завдовжки.

## Поширення
Основний ареал простягається від північної Англії через Північну й Східну Європу до Сибіру. Великі анклави розташовані на Кавказі, в Карпатах, Піренеях, Альпах та деяких країнах Центральної німецької височини, розсіяно трапляється в Ісландії та Гренландії. Населяє узбіччя, верескові пустки і вологі трав'яні середовища.
В Україні зростає у заболочених лісах, на вологих луках у Лівобережному Поліссі та Лісостепу, зрідка.

## Галерея

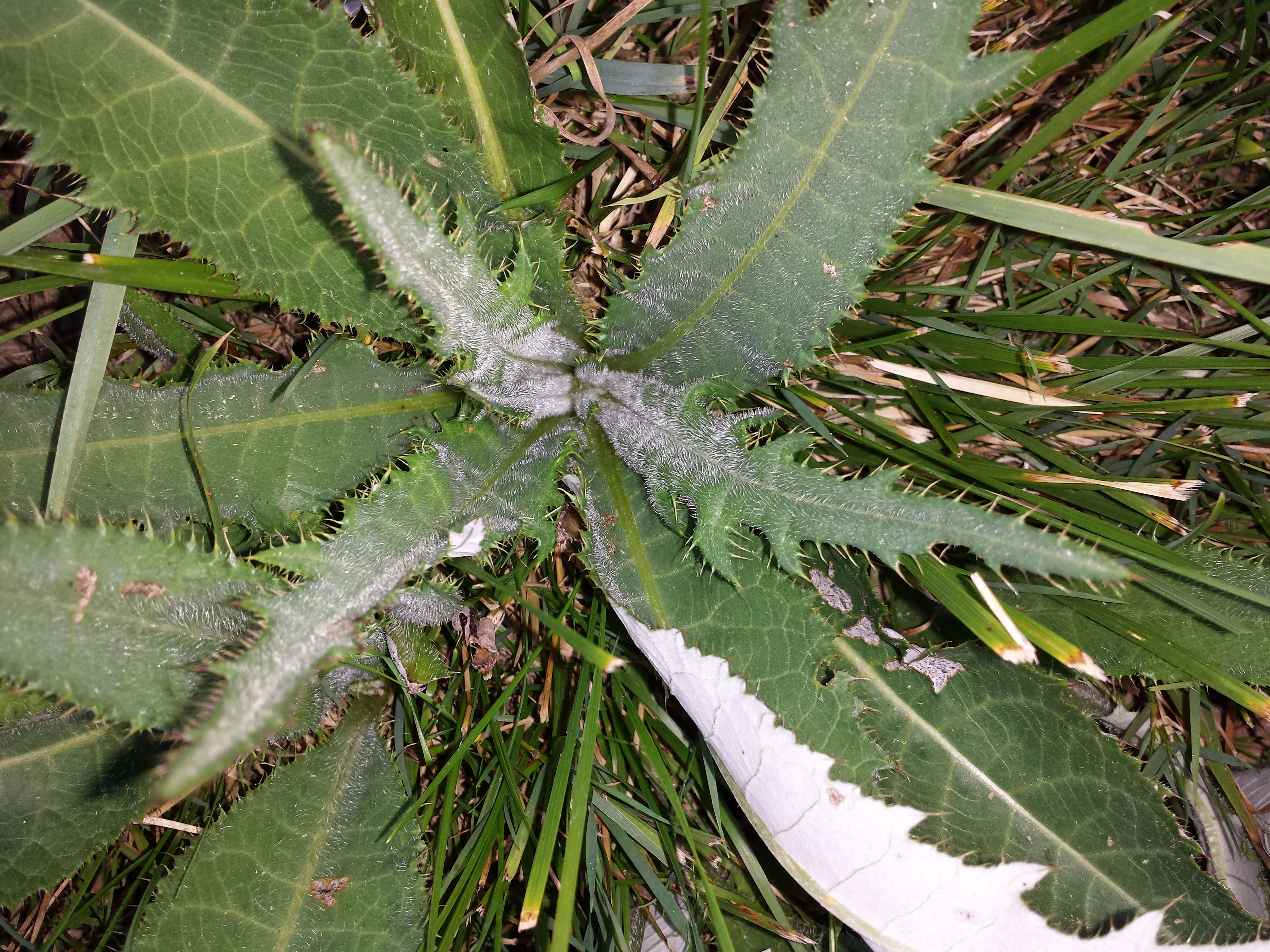
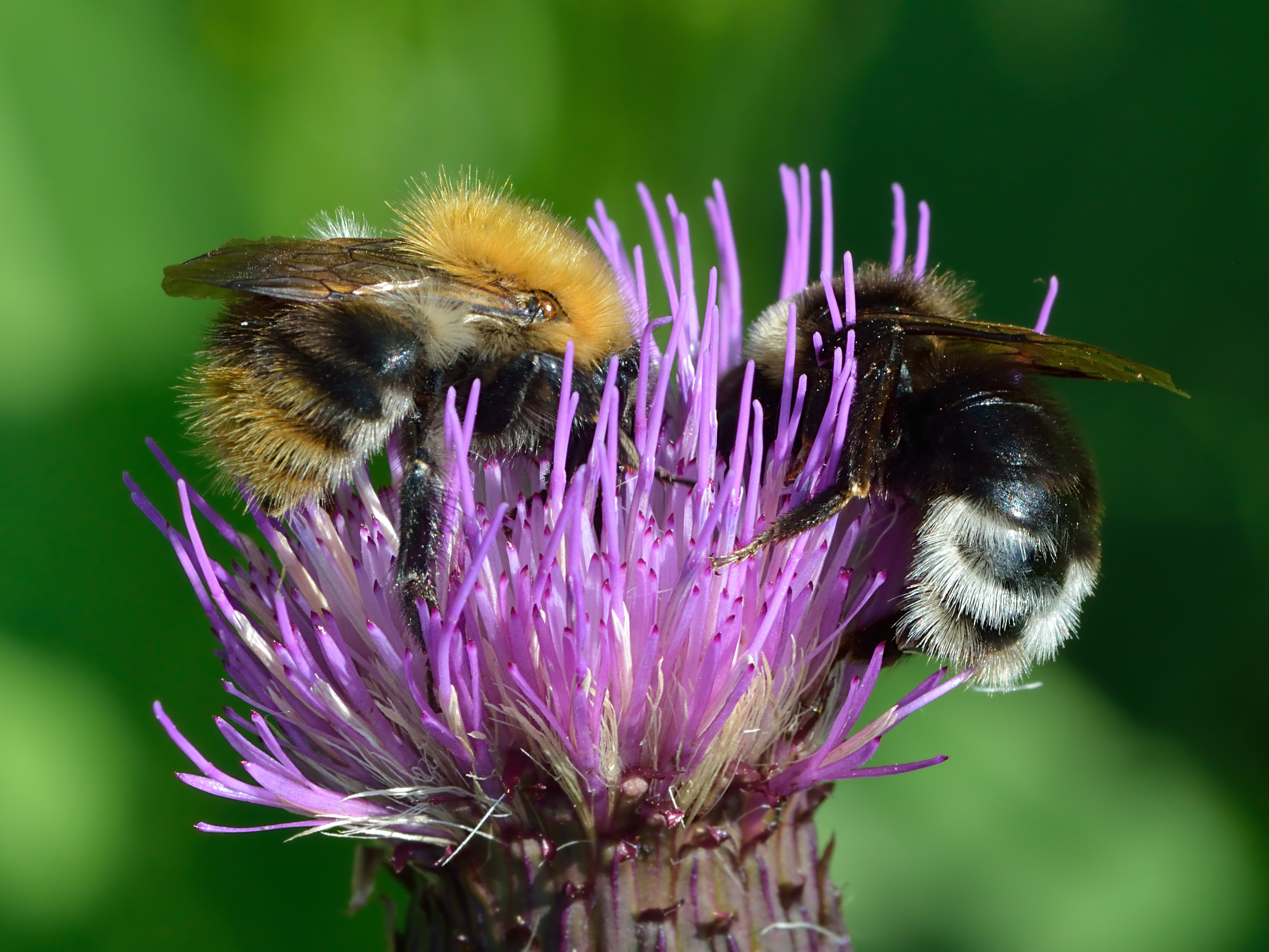
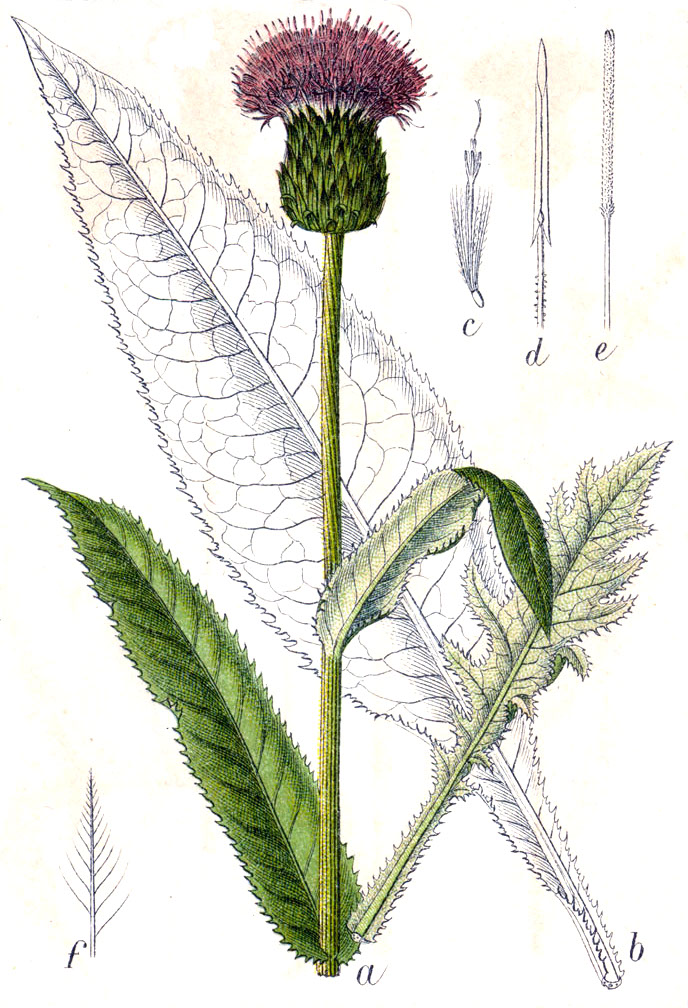